# Dunkeswell
Dunkeswell ist ein Dorf und Civil parish in East Devon, England liegt etwa 8 km nördlich von Honiton. 2022 hatte der Parish 1835 Einwohner, beim 2011er Census war die Einwohnerzahl auf 1361 zurückgegangen. Es gibt einen gleichnamigen Wahlbezirk, der 2011 2000 Einwohner hatte.

## Geographie
Um Dunkeswell herum liegen im Uhrzeigersinn, beginnend im Norden, die Parishs Hemyock, Luppitt, Combe Raleigh, Awliscombe, Broadhembury und Sheldon.
Ein Teil des Gemeindegebietes wird nach Norden hin zum River Culm entwässert und fließt dann über den River Exe zum Ärmelkanal, während der Rest über einen Nebenfluss des River Otter dem Meer zuströmt.

## Geschichte
Dunkeswell ist bekannt für seinen kleinen Flugplatz, der jetzt als Dunkeswell Aerodrome bekannt ist und ursprünglich von der United States Navy im Zweiten Weltkrieg gegründet wurde, und der bis heute der zivilen Luftfahrt dient.
Die 1868 erbaute Dorfkirche ist wegen ihres Taufbeckens aus normannischer Zeit von Interesse.
Der Dunkeswell Eco Business Park liegt in der Nähe des Flugplatzes und wurde geschaffen, um umweltfreundlichen Start-up-Unternehmen, von Jungunternehmern und Frauen geleitete Unternehmen sowie Unternehmen, deren Räumlichkeiten zu klein geworden waren, Platz zu geben.
Dunkeswell war der Geburtsort des kanadischen Geistlichen Henry Scadding.

## Dunkeswell Abbey
Die Abtei liegt drei Kilometer nördlich des Dorfes und wurde 1201 von William Briwere als Zisterzienserkloster und Ableger von Forde Abbey gegründet. Er wurde nach seinem Tod 1226 vor dem Hochaltar der Abteikirche begraben.
Nach der Auflösung der englischen Klöster wurde die Abtei 1539 geschlossen, und die Abtei ging über an John Russell, 1. Baron Russell (1485–1555), dem späteren 1. Earl of Bedford. Ein großer Teil wurde rasch abgebrochen, und nur ein kleiner Teil wurde zur Haushaltung bis ins 19. Jahrhundert verwendet. Auf einem Teil des Anwesens wurde 1842 eine Pfarrkirche gebaut, wobei einige steinerne Teile aus der Abtei wiederverwendet wurden. Zu den erhalten gebliebenen Teilen des Klosters gehören außerdem Teile der Außenmauer der Klosterzellen und Teile eines Torhauses.

## Belege
1. ↑  Dunkeswell. UK Census Data, 13. Dezember 2022, abgerufen am 17. August 2025 (englisch).
2. ↑  Parish population 2011. Abgerufen am 11. September 2016 (englisch).
3. ↑  Ward population 2011. Abgerufen am 11. September 2016 (englisch).
4. ↑  Map of Devon Parishes. (PDF) Devon County Council, archiviert vom Original am 2. November 2013; abgerufen am 18. März 2024 (englisch).
5. ↑  Dunkeswell Eco-Business Park – About Us. Archiviert vom Original am 6. April 2009; abgerufen am 11. September 2016 (englisch).
6. ↑  N. Pevsner: South Devon. Penguin Books, 1952, S. 123–124.